# Strabo (Mondkrater)
Strabo ist ein 55 km durchmessender, ausgeprägter Einschlagkrater mit terrassiertem Wall und mit von Lava bedecktem Boden am nordöstlichen Rand der Mondvorderseite. Er liegt östlich des Kraters Thales und berührt im Süden die Wallebene des stark erodierten Kraters De La Rue. Südlich davon liegt der große Krater Endymion. Die Entstehungszeit von Strabo wird der nektarischen Periode zugerechnet.
| Buchstabe | Position           | Durchmesser | Link |
| --------- | ------------------ | ----------- | ---- |
| B         | 64,58° N, 55,46° O | 22 km       |      |
| C         | 67,08° N, 59,31° O | 18 km       |      |
| L         | 64,2° N, 53,42° O  | 24 km       |      |
| N         | 64,78° N, 57,49° O | 24 km       |      |

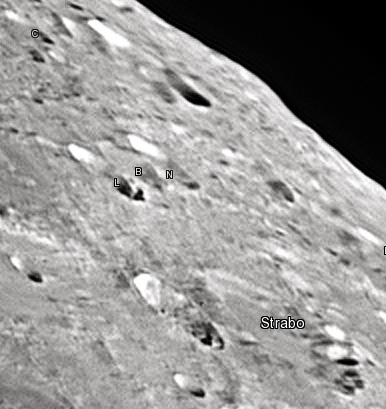
Strabo und seine Nebenkrater

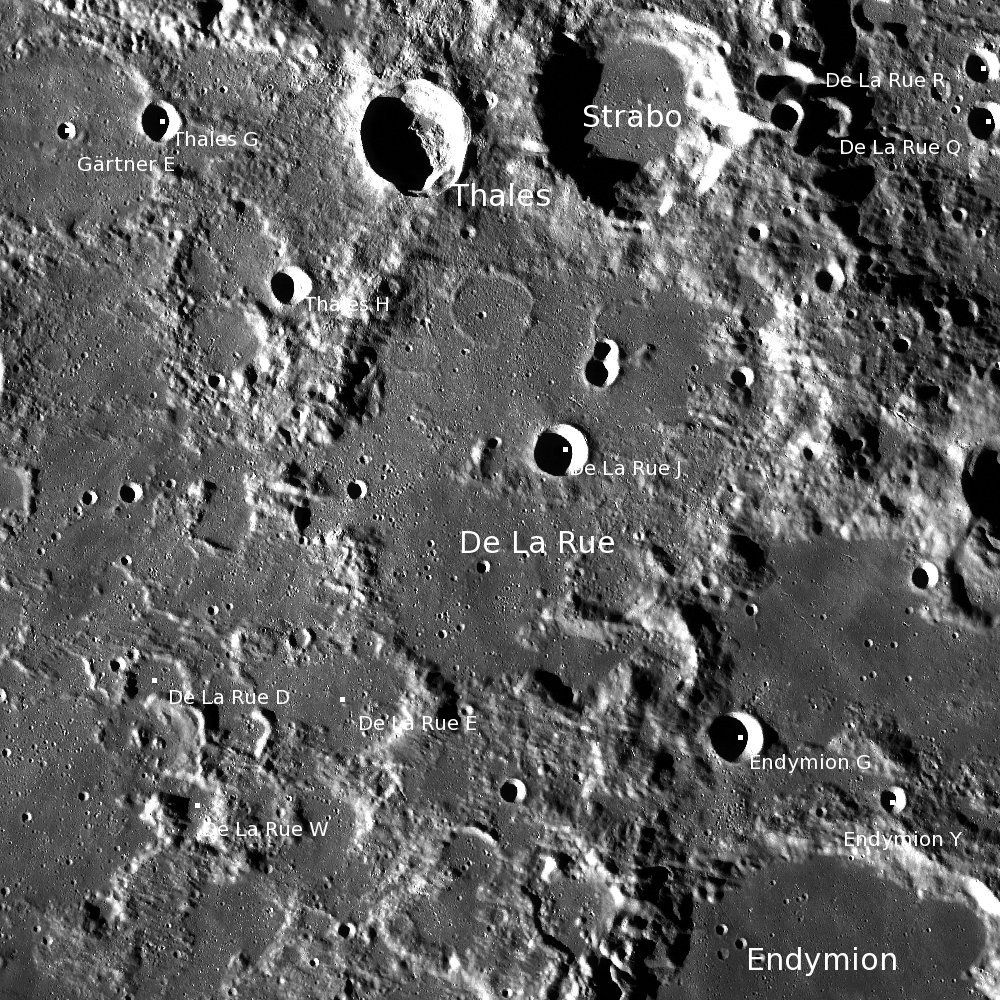
Die südliche Umgebung von Strabo

Der Krater wurde 1935 von der IAU nach dem griechischen Geographen Strabon offiziell benannt.